# Solo (Debitkarte)
Solo war ein nationales Debitkartensystem in Großbritannien.
Die Solo-Karte wurde 1997 als Schwesterprodukt der bereits seit 1988 existierenden Switch-Karte eingeführt und gezielt vor allem an Kunden ausgegeben, die nicht über die für Switch erforderliche Bonität verfügten. Auch die Nutzung als einfaches Zugangsmittel zu einem Sparkonto erfreute sich rasch wachsender Beliebtheit.
Zahlungen mit Solo wurden ebenfalls über das Switch-System abgewickelt und unterschieden sich technisch nicht von diesen. Bei beiden Karten erfolgte grundsätzlich eine Online-Autorisierung, so dass prinzipiell kein Ausfallrisiko für Akzeptanzstelle und Bank bestand. Während der Vertragspartner bei Switch allerdings die Möglichkeit hatte, unter Inkaufnahme des dabei inhärenten Risikos auf eine solche Autorisierung zu verzichten, war dies bei Solo-Karten bereits systemisch ausgeschlossen. 
Zweck der Differenzierung war somit hauptsächlich die Information der Vertragspartner. Während diese bei Switch-Karteninhabern von einer gewissen Bonität ausgehen konnten, sollte umgekehrt eine Solo-Karte als Warnung vor einem möglicherweise weniger zahlungsfähigen Kunden dienen. Dies wurde von einigen Unternehmen genutzt, um beispielsweise Minderjährige (an die ebenfalls nur eine Solo-Karte ausgegeben wurde) vom Kauf bestimmter Waren, beispielsweise Alkohol und Zigaretten, oder auch vom Internet-Shopping auszuschließen. 
Bis Ende Dezember 2010 wurden alle Solo-Karten im Umlauf waren mit alternativen Debitkarten ersetzt. Nach dem 31. März 2011 wurden durch die Solo-Kartenherausgeber keine Transaktionen mehr über Solo-Karten abwickelt und die Marke eingestellt.